# Cow Palace
El Cow Palace (originalmente el California State Livestock Pavilion) es un pabellón polideportivo situado en Daly City, California, justo en el límite con la vecina San Francisco.

## Historia
Construido en 1941, fue la sede de los San Francisco Warriors de la NBA entre 1962 y 1964, y posteriormente entre 1966 y 1971. Regresaron temporalmente los Warriors al Cow Palace para disputar las Finales de 1975, debido a que el Oakland-Alameda County Coliseum Arena, su pabellón en aquellas fechas, estaba ocupado por un espectáculo sobre hielo.
Fue también la sede de los San Jose Sharks de la NHL entre 1991 y 1993, durante la construcción del San Jose Arena.

## Eventos

### Eventos deportivos
A lo largo de su larga historia, este pabellón, que acoge desde 1941 el denominado Grand National Rodeo, una de las pruebas de rodeo más importantes del país, ha albergado diferentes citas importantes en el mundo del deporte. Fue la sede en 1960 de la Final Four de la NCAA, en la que ganaron los Ohio State Buckeyes de Jerry Lucas. 
Fue la sede también de las Finales de la NBA de 1964, 1967 y 1975, ganando el título en esa última fecha los Golden State Warriors.

### Conciertos y espectáculos
Por el Cow Palace han pasado la gran mayoría de los grandes grupos y solistas de la música actual, así como diversos espectáculos como el circo Ringling Brothers and Barnum & Bailey Circus, que actuó allí entre 1966 y 1999, y más recientemente el Cirque du Soleil, que viene eligiendo este recinto en sus espectáculos en el área de la Bahía de San Francisco.
Respecto a la música, en este recinto The Beatles actuaron dos veces el mismo día en su gira estadounidense de 1965, contando con 11 700 espectadores en su primer concierto matinal, y 17 000 en el que cerraba la gira.
The Rolling Stones también actuaron en el Cow Palace en la gira americana de 1975. así como los Jackson 5 en su primera gira por Estados Unidos en 1970. Además, la mayor parte de los grandes grupos y cantantes de las últimas décadas han tocado en el pabellón. Gente como Metallica, Fleetwood Mac, Depeche Mode, Kiss, Red Hot Chili Peppers, Neil Young, Iron Maiden, Wings, Bon Jovi, Black Sabbath o The Who, entre otros muchos.